# Білик Максим Валерійович
Максим Валерійович Білик (нар. 10 червня 1990) — український футболіст, захисник МФК «Миколаїв».

## Життєпис
Футболом почав займатися під керівництвом тренера Анатолія Васильовича Усенко. Далі займався в Дніпропетровському спорт-інтернаті. Після завершення навчання грав у другій лізі за «Гірник» (Кривий Ріг) та «Дніпро-75». З 2009 по 2011 рік виступав у дублі криворізького «Кривбасу», за який зіграв 63 матчі. У 2012 році перейшов до клубу з вищого дивізіону чемпіонату Литви «Круоя». В А-Лізі дебютував 18 березня того ж року в грі з клубом «Шяуляй». У першому матчі на вищому рівні футболіст на 44-й хвилині відзначився автоголом, на 63-й заробив жовту картку, а на 66-й був замінений на Гвідаса Юшку. Після такого дебюту наступну гру Білик почав на лавці запасних, але далі незмінно виходив у стартовому складі. Восени 2012 року повернувся в Україну, де продовжив кар'єру в другій лізі в черкаському «Славутичі». Далі три роки грав на аматорському рівні. Навесні 2016 року уклав контракт з клубом першої ліги «Нафтовик-Укрнафта».